# Маркос Гильерме
Ма́ркос Гилье́рме де Алме́йда Са́нтос Ма́тос (порт.-браз. Marcos Guilherme de Almeida Santos Matos более известный, как Маркос Гильерме порт.-браз. Marcos Guilherme; род. 5 августа 1995, Итараре, Сан-Паулу) — бразильский футболист, вингер японского клуба «В-Варен Нагасаки».

## Клубная карьера
Гильерме — воспитанник клуба «Атлетико Паранаэнсе». 20 января 2013 года в матче Лиги Паранаэнсе против «Рио Бранко» он дебютировал за основной состав. 14 марта в поединке против «Насьоналя» Маркос забил свой первый гол за «Атлетико Паранаэнсе». 20 апреля 2014 года в матче против «Гремио» он дебютировал в бразильской Серии А. 22 октября 2015 года в поединке Южноамериканского кубка против парагвайского «Спортиво Лукеньо» Гильрме отметился забитым мячом. В 2016 году Маркос помог клубу выиграть Лигу Паранаэнсе.
В начале 2017 года Гильерме на правах аренды перешёл в загребское «Динамо». В матче против «Интер Запрешич» он дебютировал в чемпионате Хорватии. 
Летом 2017 года Гильерме на правах аренды перешёл в «Сан-Паулу». 29 июля в матче против «Ботафого» он дебютировал за новую команду. В этом же поединке Марксо сделал «дубль», забив свои первые голы за «Сан-Паулу». Летом 2018 года Гильерме перешёл в саудовский «Аль-Вахда». 30 августа в матче против «Аль-Хазма» он дебютировал в чемпионате Саудовской Аравии. 22 сентября в поединке против «Аль-Раеда» Маркос забил свой первый гол за «Аль-Вахда». В начале 2020 года Гильерме вернулся в Бразилию, став игроком клуба «Интернасьонал». В матче Лиги Гаушо против «Жувентуде» он дебютировал за основной состав. 8 февраля в поединке против «Нову-Амбурго» Маркос забил свой первый гол за «Интернасьонал». В матчах Южноамериканского кубка против чилийских «Универсидад де Чили» и «Универсидад Католика». 
В 2021 году Гильерме на правах аренды перешёл в «Сантос». 30 мая в матче против «Байи» он дебютировал за новую команду. 25 июня в поединке против «Гремио» Маркос забил свой первый гол за «Сантос». В 2022 году он вернулся в «Сан-Паулу».
В начале 2023 года Гильерме перешёл в российские «Химки». 3 марта в матче против воронежского «Факела» он дебютировал в чемпионате России. В этом же поединке Маркос забил свой первый гол за «Химки» с передачи Жаниу Бикела.

## Международная карьера
В 2015 году в составе молодёжной сборной Бразилии Марлон принял участие в молодёжном чемпионате Южной Америки в Уругвае. На турнире он принял участие в матчах против команд Чили, Перу, Парагвая, Венесуэлы, Аргентины, а также дважды Уругвая и Колумбии. В поединках против чилийцев, колумбийцев и парагвайцев Маркос забил 4 гола. 
Летом того же года в составе Марлон занял второе место на молодёжном чемпионате мира в Новой Зеландии. На турнире он принял участие в матчах против команд Венгрии, Северной Кореи, Нигерии, Уругвая, Португалии, Сенегала и Сербии. В поединке против сенегальцев Маркос сделал «дубль».

## Достижения
Клубные
 «Атлетико Паранаэнсе»
- Победитель Лиги Паранаэнсе — 2016